# Lijst van Nederlandse deelnemers aan de Olympische Zomerspelen van 1908

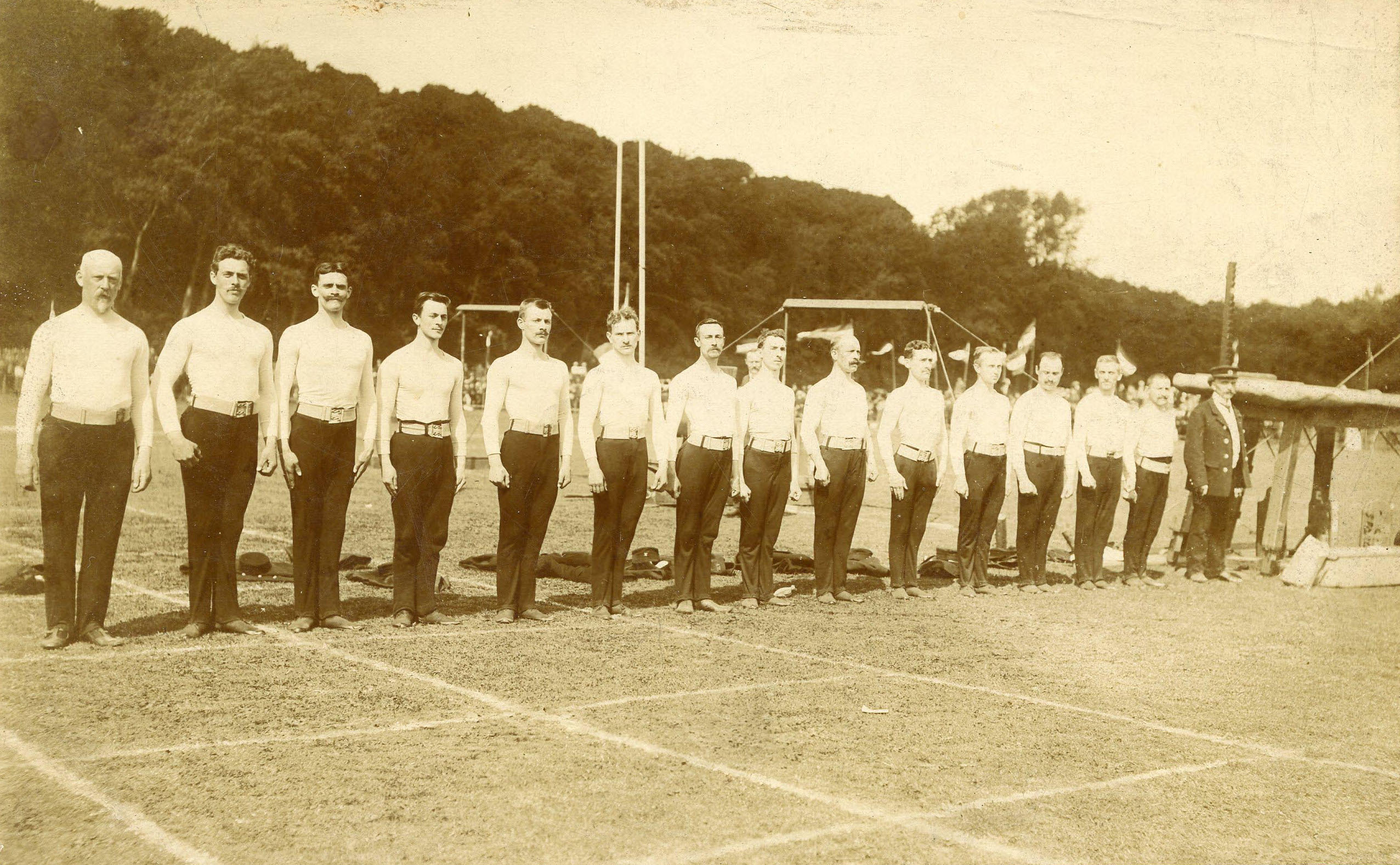
Turnteam 1908, v.l.n.r. Jan de Boer, Johan Schmitt, etc.

Dit is een lijst van Nederlandse deelnemers aan de Zomerspelen van 1908 in Londen.
| Olympiër                                 | Sport                    | Onderdeel                                                                                       | Ervaring  |
| ---------------------------------------- | ------------------------ | ----------------------------------------------------------------------------------------------- | --------- |
| Cornelis van Altenburg                   | schieten                 | vrij geweer, 300 meter, drie posities, team                                                     | debutant  |
| Jan de Beaufort                          | schermen                 | sabel individueel                                                                               | debutant  |
| Cornelus Becker                          | turnen                   | personele wedstrijd equipe Zweeds systeem                                                       | debutant  |
| Reinier Beeuwkes                         | voetbal                  | team                                                                                            | debutant  |
| Jaap Belmer                              | worstelen Grieks-Romeins | middengewicht A (< 73 kg)                                                                       | debutant  |
| Bouke Benenga                            | waterpolo zwemmen        | team (waterpolo) 100 meter vrije slag (zwemmen)                                                 | debutant  |
| Lambertus Benenga                        | zwemmen                  | 100 meter vrije slag                                                                            | debutant  |
| Gerard van den Bergh                     | schieten                 | revolver team revolver individueel vrij geweer, 300 meter, drie posities, team                  | debutant  |
| Michel Biet                              | turnen                   | personele wedstrijd equipe Zweeds systeem                                                       | debutant  |
| Jan de Blécourt                          | schieten                 | revolver team revolver individueel                                                              | debutant  |
| Willem Hubert van Blijenburgh            | schermen                 | degen individueel sabel individueel                                                             | debutant  |
| Reinier Blom                             | turnen                   | personele wedstrijd equipe Zweeds systeem                                                       | debutant  |
| Jan de Boer                              | turnen                   | team                                                                                            | debutant  |
| Jan Bolt                                 | turnen                   | equipe Zweeds systeem                                                                           | debutant  |
| Gerard Bosch van Drakestein              | wielrennen               | 660 yards 1 km sprint 5 km 20 km 100 km 1980 yards ploegenachtervolging                         | debutant  |
| Wim Braams                               | atletiek                 | 3 mijl teamrace 5 mijl marathon                                                                 | debutant  |
| Christiaan Brosch                        | schieten                 | vrij geweer, 300 meter, drie posities, team revolver individueel                                | debutant  |
| Emanuel Brouwer                          | turnen                   | personele wedstrijd equipe Zweeds systeem                                                       | debutant  |
| Piet ten Bruggen Cate                    | schieten                 | vrij geweer, 300 meter, drie posities, individueel revolver team revolver individueel           | debutant  |
| Frans de Bruijn Kops                     | voetbal                  | team                                                                                            | debutant  |
| Ulferd Bruseker                          | worstelen Grieks-Romeins | Grieks-Romeins lichtgewicht                                                                     | debutant  |
| Jan Brussaard                            | schieten                 | vrij geweer, 300 meter, drie posities, team                                                     | debutant  |
| George Buff                              | atletiek                 | marathon                                                                                        | 2e Spelen |
| Johan Burk                               | roeien                   | vier zonder stuurman                                                                            | debutant  |
| Johan Cortlever                          | waterpolo zwemmen        | team (waterpolo) 100 meter rugslag (zwemmen)                                                    | debutant  |
| Bernardus Croon                          | roeien                   | vier zonder stuurman                                                                            | debutant  |
| Constantijn van Daalen                   | turnen                   | personele wedstrijd equipe Zweeds systeem                                                       | debutant  |
| Georgius Damen                           | wielrennen               | 660 yards 5 km 20 km 100 km                                                                     | debutant  |
| Jetze Doorman                            | schermen                 | degen team degen individueel sabel team sabel individueel                                       | debutant  |
| Gerrit Duijm                             | worstelen Grieks-Romeins | middengewicht A (< 73 kg)                                                                       | debutant  |
| Max Dwinger                              | schermen                 | degen individueel                                                                               | debutant  |
| Bram Evers                               | atletiek                 | 400 meter 800 meter Olympische estafette polsstokhoogspringen verspringen verspringen uit stand | debutant  |
| Reindert de Favauge                      | schieten                 | kleiduiven individueel kleiduiven team                                                          | debutant  |
| Johann Flemer                            | turnen                   | personele wedstrijd equipe Zweeds systeem                                                       | debutant  |
| Antonie de Gee                           | schieten                 | revolver individueel vrij geweer, 300 meter, drie posities, team                                | debutant  |
| Anton Gerrits                            | wielrennen               | 660 yards 1 km 5 km 1980 yards ploegachtervolging                                               | debutant  |
| Jo Goetzee                               | atletiek                 | 3500 meter snelwandelen 10 mijlen snelwandelen                                                  | debutant  |
| Isidore Goudeket                         | turnen                   | personele wedstrijd equipe Zweeds systeem                                                       | debutant  |
| Ernst Greven                             | atletiek                 | 100 meter 200 meter                                                                             | debutant  |
| Johannes Göckel                          | turnen                   | equipe Zweeds systeem                                                                           | debutant  |
| Karel Heijting                           | voetbal                  | team                                                                                            | debutant  |
| Cornelis den Held                        | atletiek                 | 200 meter 400 meter                                                                             | debutant  |
| Victor Henny                             | atletiek                 | 100 meter 200 meter 400 meter                                                                   | debutant  |
| Jacques Hoogveld                         | atletiek                 | 100 meter 200 meter 400 meter Olympische estafette verspringen verspringen uit stand            | debutant  |
| Jan Huijgen                              | atletiek                 | 3500 meter snelwandelen 10 mijl snelwandelen                                                    | debutant  |
| Gustaaf van Hulstijn                     | schermen                 | sabel individueel                                                                               | debutant  |
| Jan Hulswit                              | waterpolo                | team                                                                                            | debutant  |
| Hermannus Höfte                          | roeien                   | vier zonder stuurman                                                                            | debutant  |
| Dirk Janssen                             | turnen                   | equipe Zweeds systeem individueel                                                               | debutant  |
| Jan Janssen                              | turnen                   | equipe Zweeds systeem individueel                                                               | debutant  |
| Arie de Jong                             | schermen                 | degen team sabel individueel sabel team                                                         | debutant  |
| Jacques Keyser                           | atletiek                 | 1500 meter 5 mijl                                                                               | debutant  |
| Jan Kieft                                | turnen                   | equipe Zweeds systeem individueel                                                               | debutant  |
| Jan Kok                                  | voetbal                  | team                                                                                            | debutant  |
| Salomon Konijn                           | turnen                   | equipe Zweeds systeem                                                                           | debutant  |
| Evert Koops                              | atletiek                 | 100 en 200 meter                                                                                | debutant  |
| Jacob van der Kop                        | schieten                 | revolver individueel revolver team                                                              | debutant  |
| Bok de Korver                            | voetbal                  | team                                                                                            | debutant  |
| Jacob Laan                               | schieten                 | kleiduiven individueel                                                                          | debutant  |
| Alfred Labouchere                        | schermen                 | degen individueel degen team sabel individueel                                                  | debutant  |
| Herman van Leeuwen                       | atletiek turnen          | hoogspringen equipe Zweeds systeem (turnen) individueel (turnen)                                | debutant  |
| Aäron Lelie                              | worstelen Grieks-Romeins | middengewicht A (< 73 kg)                                                                       | debutant  |
| Kick van Lennep                          | tennis                   | dubbelspel enkelspel                                                                            | debutant  |
| Roelof van Lennep                        | tennis                   | dubbelspel enkelspel                                                                            | debutant  |
| Jacobus Lorenz                           | worstelen Grieks-Romeins | middengewicht A (< 73 kg)                                                                       | debutant  |
| Maurits van Löben Sels                   | schermen                 | degen individueel sabel individueel sabel team                                                  | debutant  |
| Eduard Meijer                            | waterpolo zwemmen        | team (waterpolo) 1500 meter vrij (zwemmen)                                                      | 2e Spelen |
| Karel Meijer                             | waterpolo                | team                                                                                            | debutant  |
| Friedrich Meuring                        | zwemmen                  | 400 meter vrij                                                                                  | debutant  |
| Lion van Minden                          | schermen                 | sabel individueel                                                                               | debutant  |
| Abraham Mok                              | turnen                   | equipe Zweeds systeem individueel                                                               | debutant  |
| Jacob van Moppes                         | worstelen Grieks-Romeins | lichtgewicht                                                                                    | debutant  |
| Miel Mundt                               | voetbal                  | team                                                                                            | debutant  |
| Dorus Nijland                            | wielrennen               | 660 yards 1 kilometer 5 kilometer 20 kilometer 100 kilometer 1980 yards ploegachtervolging      | debutant  |
| Simon Okker                              | schermen                 | degen individueel                                                                               | debutant  |
| Abraham de Oliveira                      | turnen                   | equipe Zweeds systeem                                                                           | debutant  |
| Piet Ooms                                | waterpolo zwemmen        | team (waterpolo) 1500 meter vrij (zwemmen)                                                      | debutant  |
| Leendert van Oosten                      | worstelen Grieks-Romeins | middengewicht B (< 82,5 kg)                                                                     | debutant  |
| Lou Otten                                | voetbal                  | team                                                                                            | debutant  |
| Rudolph Theodorus van Pallandt van Eerde | schieten                 | kleiduiven team kleiduiven trap                                                                 | debutant  |
| Johannes Posthumus                       | turnen                   | equipe Zweeds systeem individueel                                                               | debutant  |
| Joos Reeman                              | voetbal                  | team                                                                                            | debutant  |
| Bartholomeus Roodenburch                 | zwemmen                  | 100 meter rugslag                                                                               | debutant  |
| George van Rossem                        | schermen                 | degen team degen individueel sabel team sabel individueel                                       | debutant  |
| Piet Ruimers                             | atletiek                 | 3500 meter snelwandelen 10 mijlen snelwandelen                                                  | debutant  |
| Johan Rühl                               | waterpolo                | team                                                                                            | debutant  |
| Johan Schmitt                            | turnen                   | equipe Zweeds systeem                                                                           | debutant  |
| Richard Schoemaker                       | schermen                 | sabel individueel                                                                               | debutant  |
| Johan van Schreven                       | schermen                 | degen individueel sabel individueel                                                             | debutant  |
| Jonas Slier                              | turnen                   | equipe Zweeds systeem individueel                                                               | debutant  |
| Edu Snethlage                            | voetbal                  | team                                                                                            | debutant  |
| Eetje Sol                                | voetbal                  | team                                                                                            | debutant  |
| Piet Soudijn                             | atletiek                 | 10 mijlen snelwandelen                                                                          | debutant  |
| Johannes van Spengen                     | wielrennen               | 660 yards 1 km sprint 5 km 20 km 1980 yards ploegenachtervolging                                | debutant  |
| Johannes Stikkelman                      | turnen                   | equipe Zweeds systeem individueel                                                               | debutant  |
| Henricus Thijsen                         | turnen                   |                                                                                                 | debutant  |
| Jan Thomée                               | voetbal                  | team                                                                                            | debutant  |
| Coen van Veenhuijsen                     | atletiek                 | polsstokhoogspringen                                                                            | debutant  |
| Cornelis Viruly                          | schieten                 | kleiduiven individueel kleiduiven team                                                          | debutant  |
| Eduardus van Voorst tot Voorst           | schieten                 | kleiduiven individueel kleiduiven team                                                          | debutant  |
| Franciscus van Voorst tot Voorst         | schieten                 | kleiduiven individueel kleiduiven team                                                          | debutant  |
| Arie Vosbergen                           | atletiek                 | 800 meter 1500 meter 3 mijl teamrace 5 mijl marathon                                            | debutant  |
| Uilke Vuurman                            | schieten                 | vrij geweer, 300 meter, drie posities, team                                                     | 2e Spelen |
| Pieter van Waas                          | schieten                 | vrij geweer, 300 meter, drie posities, individueel                                              | debutant  |
| Willem Wakker                            | atletiek                 | 3 mijl teamrace 5 mijl marathon                                                                 | debutant  |
| Henk van der Wal                         | atletiek                 | 200 meter 400 meter 800 meter                                                                   | debutant  |
| Caius Welcker                            | voetbal                  | team                                                                                            | debutant  |
| Gerardus Wesling                         | turnen                   | equipe Zweeds systeem individueel                                                               | debutant  |
| Jacob van Westrop                        | worstelen Grieks-Romeins | middengewicht B (< 82,5 kg)                                                                     | debutant  |
| Albertus Wielsma                         | roeien                   | vier zonder stuurman                                                                            | debutant  |
| Douwe Wijbrands                          | worstelen Grieks-Romeins | middengewicht B (< 82,5 kg)                                                                     | debutant  |
| John Wilson                              | schieten                 | kleiduiven individueel kleiduiven team                                                          | debutant  |
| Willem Winkelman                         | atletiek                 | 3500 meter snelwandelen 10 mijlen snelwandelen                                                  | debutant  |